# Corydalis spathulata
Corydalis spathulata là một loài thực vật có hoa trong họ Anh túc. Loài này được Prain ex Craib mô tả khoa học đầu tiên năm 1910.